# Tejutepeque
Tejutepeque es un distrito de la ciudad de Cabañas Oeste el departamento de Cabañas en la Región Paracentral de El Salvador, al noreste del país, tiene una población estimada de 7.189 habitantes para el año 2024, se dedica a la ganadería, cultivo de maíz, frijol, café, caña de azúcar.
El nombre Tejutepeque emana de la función del perfijo Tejut o Texut = brasas, y Tepec, cerro, la localidad significa por consiguiente «Cerro de las brasas», expresión utilizada para indicar un paraje de clima caluroso. Dicho nombre viene del Náhuatl Testutepec, También significa: «Cerro de las Tejas», «Cerro Caracol de Piedra», «Cerro Azul».

## Historia
En sus orígenes a mediados del siglo XIX debió ser uno de esos insignificantes caseríos y lejos de los centros de civilización, según sus caprichos para vivir con toda su libertad y sin sergeción de Dios, ni al rey ni la iglesia. Más tarde empezaron a venir familias de origen español a fundar fincas. Estos empezaron a contratar y traer trabajadores, decidiendo radicarse en el lugar. A los españoles puedo señalarlos solamente con los apellidos: Espinoza, Delgado, Villeda, Arévalo, González, Castellanos, Valle y Pocasangre.

## Título de Pueblo

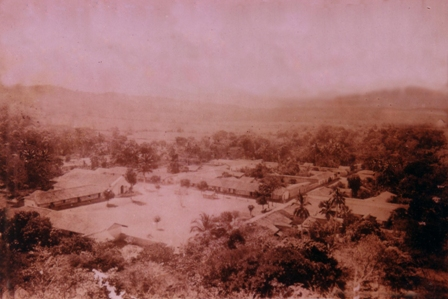
Tejutepeque en el año 1942

La aldea de Tejutepeque, en jurisdicción de la Villa de Ilobasco, se erigió en pueblo por ley del 6 de marzo en 1847, durante la administración del Lic. Eugenio Aguilar, en consideración a que contaba con el número de habitantes y circunstancias requeridas para constituir un municipio.
Asimismo, ordenó que el gobernador del departamento de Cuscatlán diera informe al Gobierno, para proceder a la demarcación de los límites jurisdiccionales del nuevo pueblo, comprometiéndose el Ejecutivo Nacional a establecer, cuando lo estimara conveniente, una escuela de primeras letras bajo el sistema de Lancáster.
El año de 1856, siendo gobernador del Departamento de Cuscatlán, don Francisco Revelo, suprimió el municipio de Tejutepeque y lo anexó a Ilobasco en concepto de aldea o cantón, tal como lo había estado antes de su erección, fundándose para ello en que carecía de las condiciones y base de población exigidas por la ley del 4 de septiembre de 1932, Art. 51.
En la refundación del municipio, en informes estadísticos de Ilobasco, de 20 de diciembre de 1859, Tejutepeque figura todavía como aldea o cantón de su jurisdicción; pero en datos estadísticos relativos a 1861 aparece ya otra vez como municipio. En este entonces el presidente de la República era el célebre General Gerardo Barrios quien gobernó desde 1859 hasta 1863.
El alcalde electo para el año de 1863 era el señor don Agustín González.
Por ley emitida por la Asamblea Nacional Constituyente, el 10 de febrero de 1873, Tejutepeque quedó incorporado en el departamento de Cabañas y segregado de Cuscatlán, al que había pertenecido desde su fundación.

### Título de Villa
Durante la administración del doctor Rafael Zaldívar y por Decreto Legislativo de 25 de enero de 1879, se tituló Villa el pueblo de Tejutepeque.

### Título de Ciudad
Después de muchos años de ser una Villa, Tejutepeque recibió el título de ciudad el 21 de marzo de 1996, a través del Decreto Legislativo n.º 172, durante la administración del Alcalde Luis Santiago Raful Espinoza y bajo la gestión del presidente de la República Armando Calderón Sol.
En 1890 tenía 2,520 habitantes.
El 1 de julio de 1956 tenía 5,110 habitantes.
El 1 de mayo de 1974 tenía 6,234 habitantes.
Hoy cuenta con aproximadamente 7,114 habitantes
Tejutepeque ha gozado de justa fama por la belleza de sus doncellas, que en el pasado siglo eran solicitadas frecuentemente para las carrozas de las fiestas patronales de Cojutepeque y San Vicente, circunstancia que le ha valido a esta población el título de “Circasia Salvadoreña”.

## Escudo Municipal de la Ciudad
Desde el año 2006 se autorizó el uso del escudo municipal, representado por el emblemático Cerro de la Cruz y San Rafael Arcángel, patrono de Tejutepeque, además contiene los cultivos de Tejutepeque: el arroz, el maíz, el café y la caña de azúcar. Y alrededor contiene 6 estrellas que representan cada uno de los cantones (San Antonio Buenas Vista, Santa Rita, Santa Olaya, San Francisco Echeverría, Concepción Los Cerros, Cantón El Zapote), este escudo estuvo vigente hasta el año 2016.
El escudo ha tenido algunos cambios a partir del año 2016, adoptando un nuevo diseño que se compone por unos ramos de café y arroz, característicos del municipio y un pintoresco paisaje haciendo referencia a los atardeceres que se pueden observar al fondo del Cerro de los Coyotes.

## Tradiciones

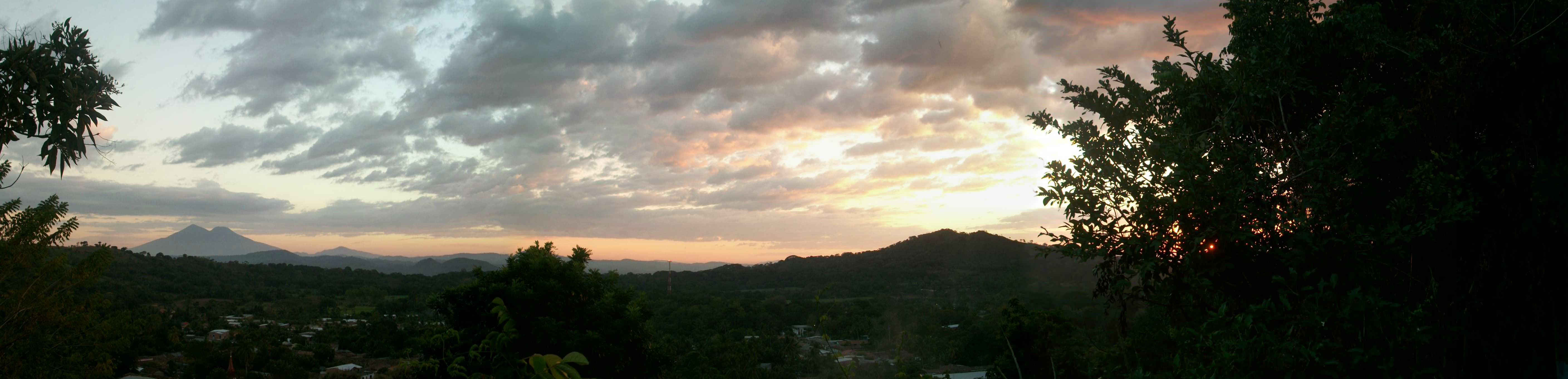
Panorámica de Tejutepeque

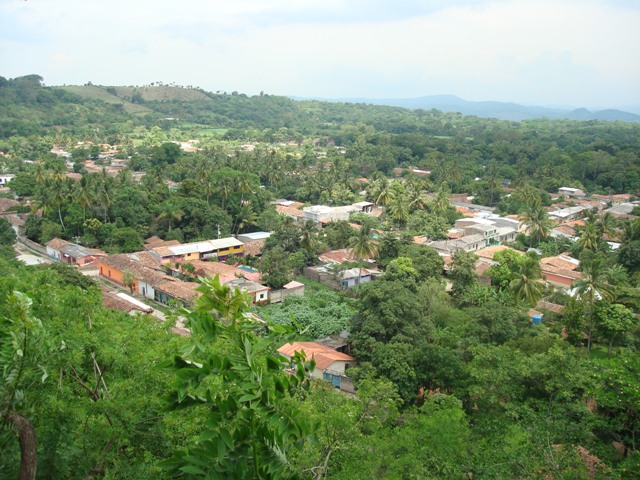
Vista panorámica de Tejutepeque

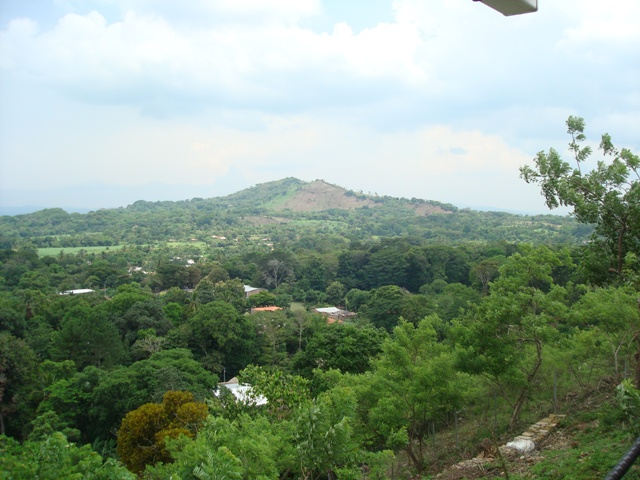
Vista panorámica del Cerro "Los Coyotes"

Las tradiciones de Tejutepeque, Cinquera e Ilobasco son básicamente las mismas,
En las ciudades se conservan todavía algunas tradiciones; pero la mayor parte de ellas están relacionadas con el aspecto religioso.
Una de estas tradiciones es la del Domingo de Ramos, cuando Jesús de Nazareno hace su entrada triunfal a la ciudad de Jerusalén, en nuestra comunidad se celebra con gran pompa y la imagen de Jesús es llevado desde la iglesia del Calvario hasta la iglesia central montado en un burrito, tal como dice en la Biblia, y todas las personas que asisten a la procesión, llamada de Las Palmas, agita las palmas de coyol, las cuales son bendecidas al inicio de la procesión. Esta procesión es acompañada por muchas personas de otras ciudades que vienen a ver a Jesús montado en el burrito.
Otra tradición que se celebra el Sábado de Gloria es cuando Judas se ahorca. Se hace un muñeco de zacate y se pasea por toda la ciudad, leyendo el testamento de Judas, el cual en forma sarcástica deja algunas cosas a los habitantes de la comunidad, pidiendo colaboración económica para el velorio, luego es colocado en el kiosco del parque central con cuatro velas y se reparte café con pan a todos los asistentes al velorio, a medianoche es colgado en un árbol de fuego en el mismo parque, para que amanezca ahorcado el siguiente día.
Otra tradición que aún se conserva es la de las posadas en la época navideña, a partir del 1 de diciembre los Santos Esposos, José y María, son paseados por la ciudad, pidiendo posada en algunas viviendas donde son depositados durante la noche y la siguiente noche pasa a otro hogar, hasta llegar el 24 que son llevados a la iglesia para que ahí nazca el niño Jesús.
Hay algunas otras tradiciones que la comunidad las conservan como recuerdo de las generaciones anteriores que las heredaron a las actuales.

## Valores emotivos
En la jurisdicción hay cerros de considerable altura, el más importante es el cerro de los Coyotes, ya que es el de mayor altura en la zona; además de este están los cerros El Tigre, Plan de la Mesa, Tanijera, el Cerrón, el Cerro de la Cruz, la loma Larga, etcétera.
El Cerro de la Cruz sirve como mirador, ya que desde esa altura se observa toda la población y algunas ciudades cercanas, en este cerro está colocado un monumento llamado EL Ángel de La Paz, es el Arcángel San Rafael Patrono de la Ciudad, el cual se puede observar desde varios kilómetros a la redonda. Este monumento fue colocado el 17 de octubre de 1992, año en que se firmaron los Acuerdos de Paz, finalizando con ellos el conflicto bélico en nuestro País.
Este monumento fue colocado en este cerro para que protegiera a la ciudad de cualquier catástrofe y por haberla protegido durante la guerra, esto lo dicen los que lo donaron y lo colocaron.

## Personas destacadas

### Ireneo Chacón
Ireneo Chacón de La Peña nació en Tejutepeque el 6 de abril de 1825, según detalla la web Tejutepeque.com. Este salvadoreño es reconocido en la localidad por haber sido uno de los primeros estudiosos nacionales de la astronomía.
Chacón dedicó parte de su vida a su trabajo como abogado, pero también fue un importante matemático en el país. Dedicó sus esfuerzos para, a través de cálculos propios, determinar una cifra exacta para la velocidad de la luz. Entre otros de sus aportes están:
- Cálculos del peso de la Tierra, el Sol y los siete planetas del sistema solar, además del 22 lunas y 201 asteroides conocidos hasta ese momento.
- Inició los estudios de la astronomía teórica en El Salvador.
- Determinó, a través de su propia medición, la velocidad de la luz. Chacón detalló que la distancia del Sol a la Tierra era de 8 minutos y 18 segundos, presentando una diferencia de un segundo frente al dato más reciente.
- Contribuyó a consolidar la cosmografía y la astronomía en el ámbito universitario y el estudio cosmográfico en la enseñanza secundaria y del bachillerato en el país.
- Mediciones, cálculo y corrección de tablas astronómicas derivadas de la latitud ocupada por Centroamérica.[3]